# 仙台市の高層ビルの一覧
仙台市の超高層ビルの一覧（せんだいしのこうそうビルのいちらん）は、宮城県仙台市にある高さ80m以上の超高層ビルを、高さ順に一覧にしたものである。
2021年時点では、仙台市以外の宮城県内に上位に入るビルは存在しない。

## 高さ・容積率に影響を与える法律・条例
市街地建築物法に基づく百尺規制により、高度経済成長期には仙台市都心部の青葉通りなどに高さ31m（百尺）のビルが連なるスカイラインが形成された。
その後、1970年（昭和45年）の建築基準法改正によって容積制が全面導入されたため、高さ31m（百尺）を超えるビルが建設できるようになると、仙台市内では1973年（昭和48年）に仙台第二合同庁舎（高さ：62.7m）、1975年（昭和50年）に住友生命仙台ビル（高さ：67.4m）、1977年（昭和52年）に七十七銀行本店ビル（高さ：64.5m）が各々竣工した。

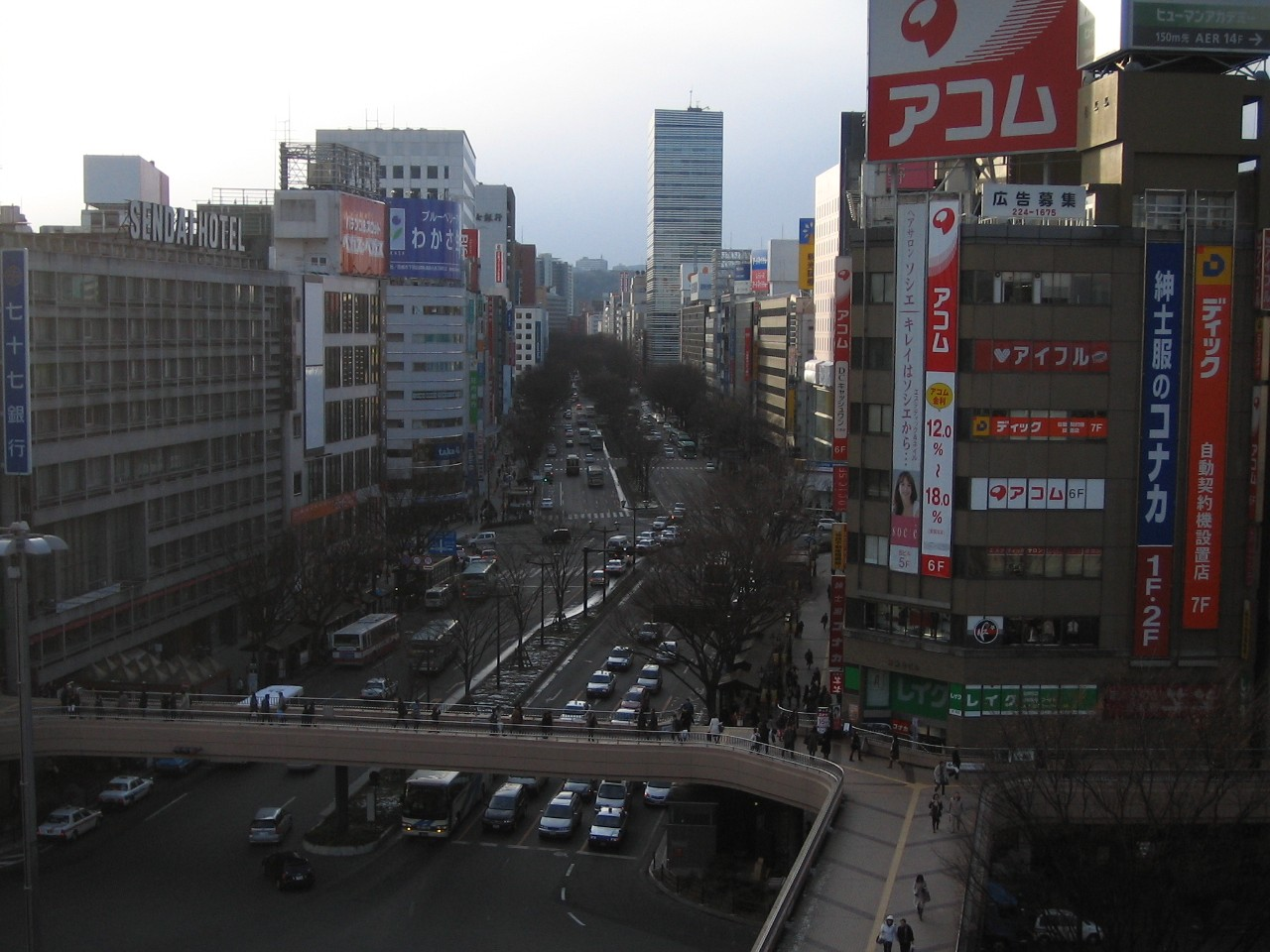
百尺規制のビルが多く造られた青葉通（2008年1月）
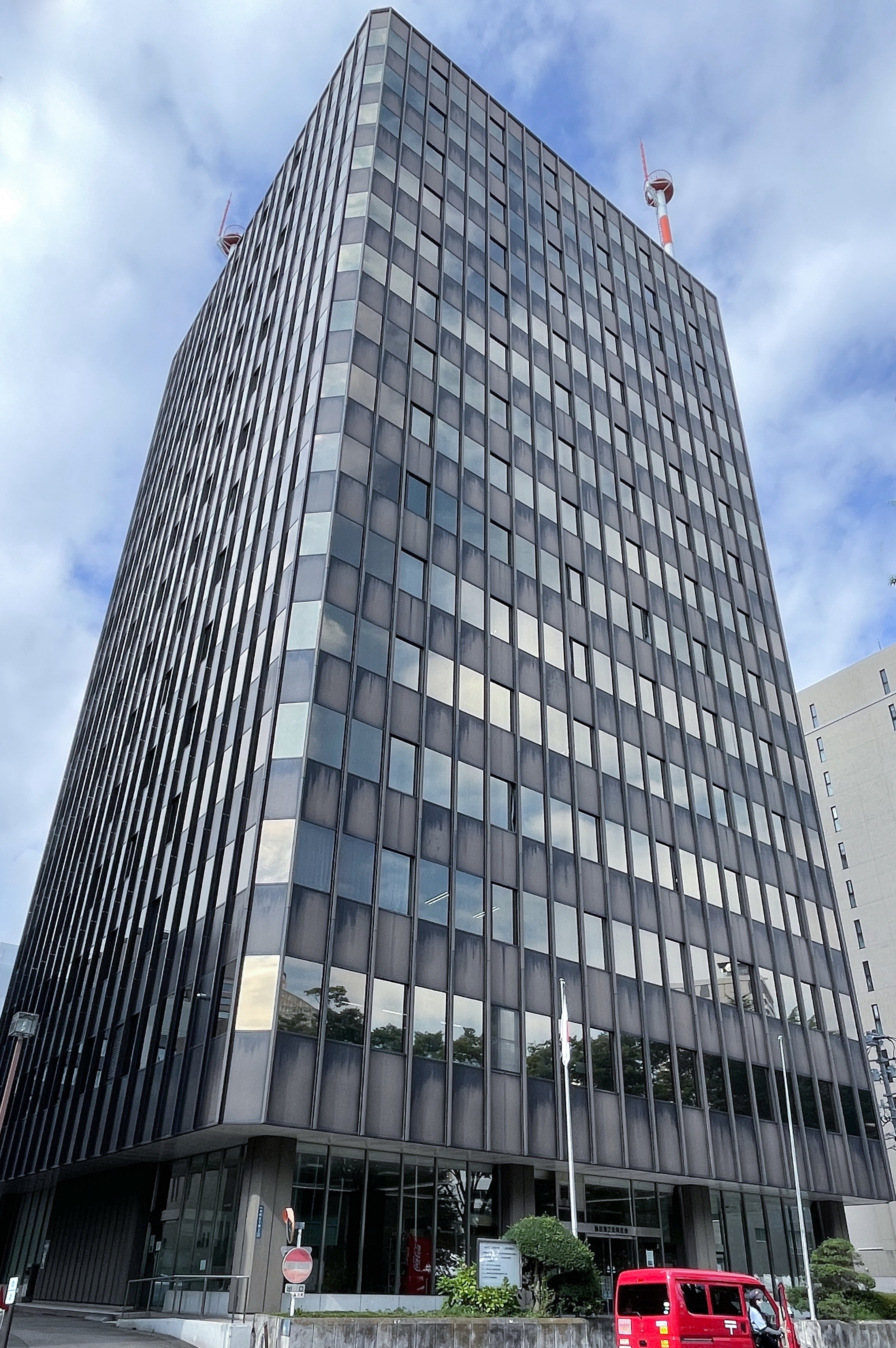
仙台第二合同庁舎
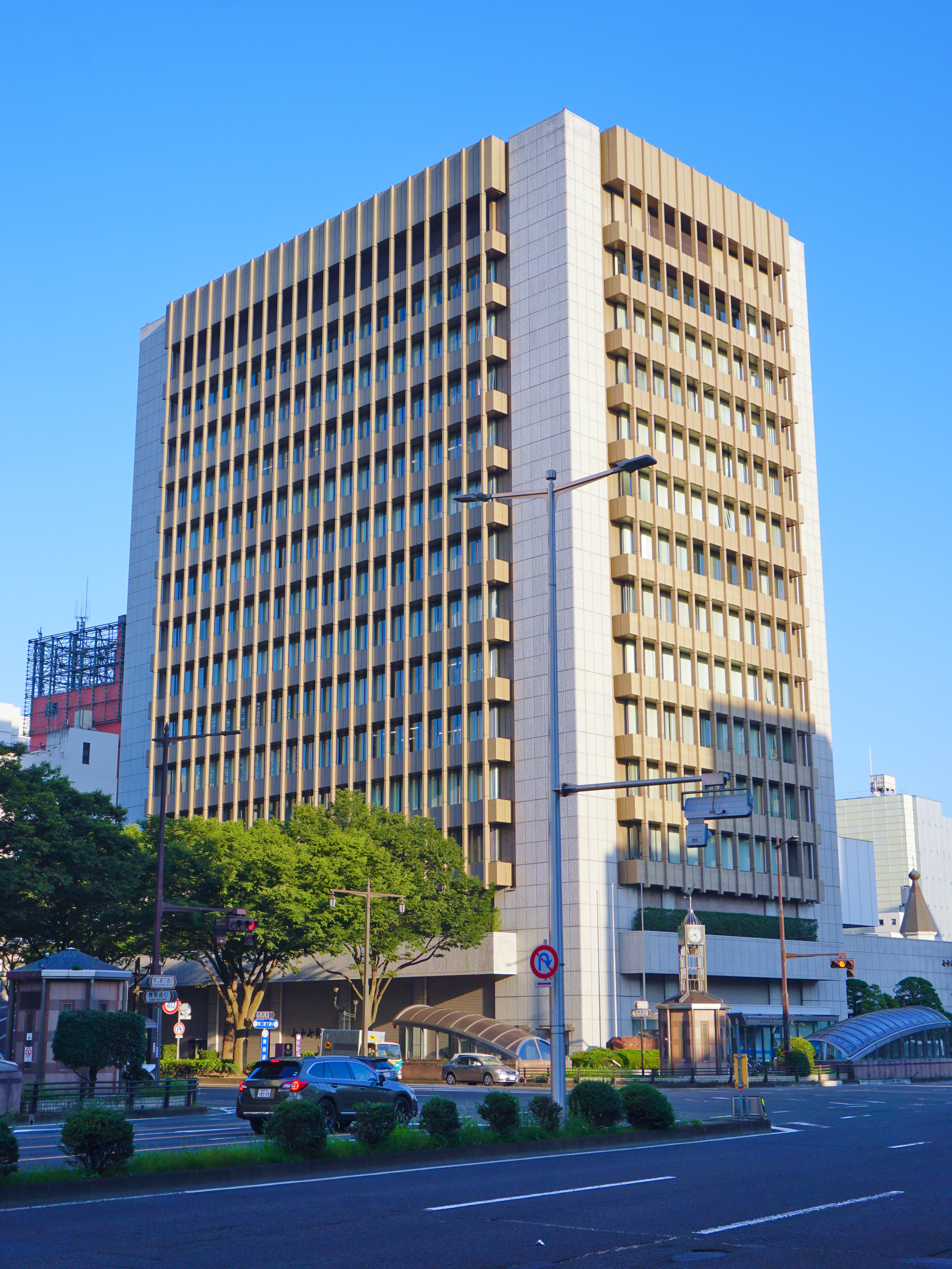
七十七銀行本店ビル

1985年（昭和60年）に高さ90.3mの仙台第一生命タワービルディングが竣工すると、1987年（昭和62年）3月に「仙台市地区計画等の案の作成手続に関する条例」、さらに1988年（昭和63年）2月に「仙台市地区計画の区域内における建築物の制限に関する条例」が制定され、ビルの高さを規制するようになった。
バブル景気期の1989年（平成元年）に高さ172mのSS30（旧称・住友生命仙台中央ビル）が竣工し、以降100m超の超高層ビルが次々建てられるようになった。しかし1999年（平成11年）、100mを超える超高層ビルに適用される「環境アセスメント条例」が施行されると、条例逃れのために100m未満（90〜99.9m）で建設されるビルが目立つようになった。さらに2009年（平成21年）、「仙台市『杜の都』景観計画」が施行されると、都心部でも最高で80mにビルの高さが制限され、制限を超える高さのビルを建設するには様々な条件を満たすことが必要になった。
ビルの高さ（縦軸）と竣工年（横軸）
- 高さ80m以上のビルのみ掲載。
- 同じ年に複数竣工している場合は横軸に目盛を入れた。

- 100m以上
- 80m以上100m未満

### 環境アセスメント
仙台市の環境アセスメント条例は、100mを超える超高層ビルに適用される。2010年（平成22年）2月時点で条例が適用されたのは、以下の2軒のみ。
- ドコモ東北ビル（建設期間：2001年10月24日 - 2004年4月21日）
- 仙台トラストタワー（建設期間：2008年1月16日 - 2010年4月30日）

ドコモ東北ビル以前に建った100mを超える超高層ビルは、施行日または適用日前に事業の実施に必要な許認可等の申請等が済んでいるため適用されていない。

#### 年表
国の法律、および、100mを超える建造物に適用される仙台市の環境アセスメント条例の制定経緯は以下の通り。
- 1996年（平成8年）3月 - 「仙台市環境基本条例」制定。
- 1997年（平成9年）
  - 3月 - 「杜の都環境プラン」（仙台市環境基本計画）公表。
  - 6月 - 『環境影響評価法』制定。
- 1998年（平成10年）12月 - 「仙台市環境影響評価条例」制定。
- 1999年（平成11年）
  - 6月12日 - 「仙台市環境影響評価条例」施行。ただし、宮城県環境影響評価要綱の対象事業以外の事業へは半年の猶予期間あり。
  - 12月12日 - 全対象事業への「仙台市環境影響評価条例」適用。

### 仙台市「杜の都」景観計画
景観法に基いて、2009年（平成21年）7月1日に「仙台市『杜の都』景観計画」が施行された。これにより、仙台市都心部およびその周辺では新設建築物に対する高さ制限が導入され、最も高い建物が建てられる地区であっても概ね80m以下の高さに制限された。「概ね」とは、制限高にプラスして1割までなら塔屋（ペントハウス）等の設置を認めるということである（2013年6月、「概ね」と表現して緩和されていた高さ1割増分が撤廃された）。
ただし、1,000m2以上の敷地面積の開発に関しては、敷地面積の55%以上（商業系用途地域においては35%以上）を空地として確保し、かつ、敷地面積の15%以上の緑化を行えば、高さ制限は緩和される。緩和される程度は地区ごとに異なり、都心部の一部では高さ制限が無くなるが、それ以外では無くならない。

### 制限表面

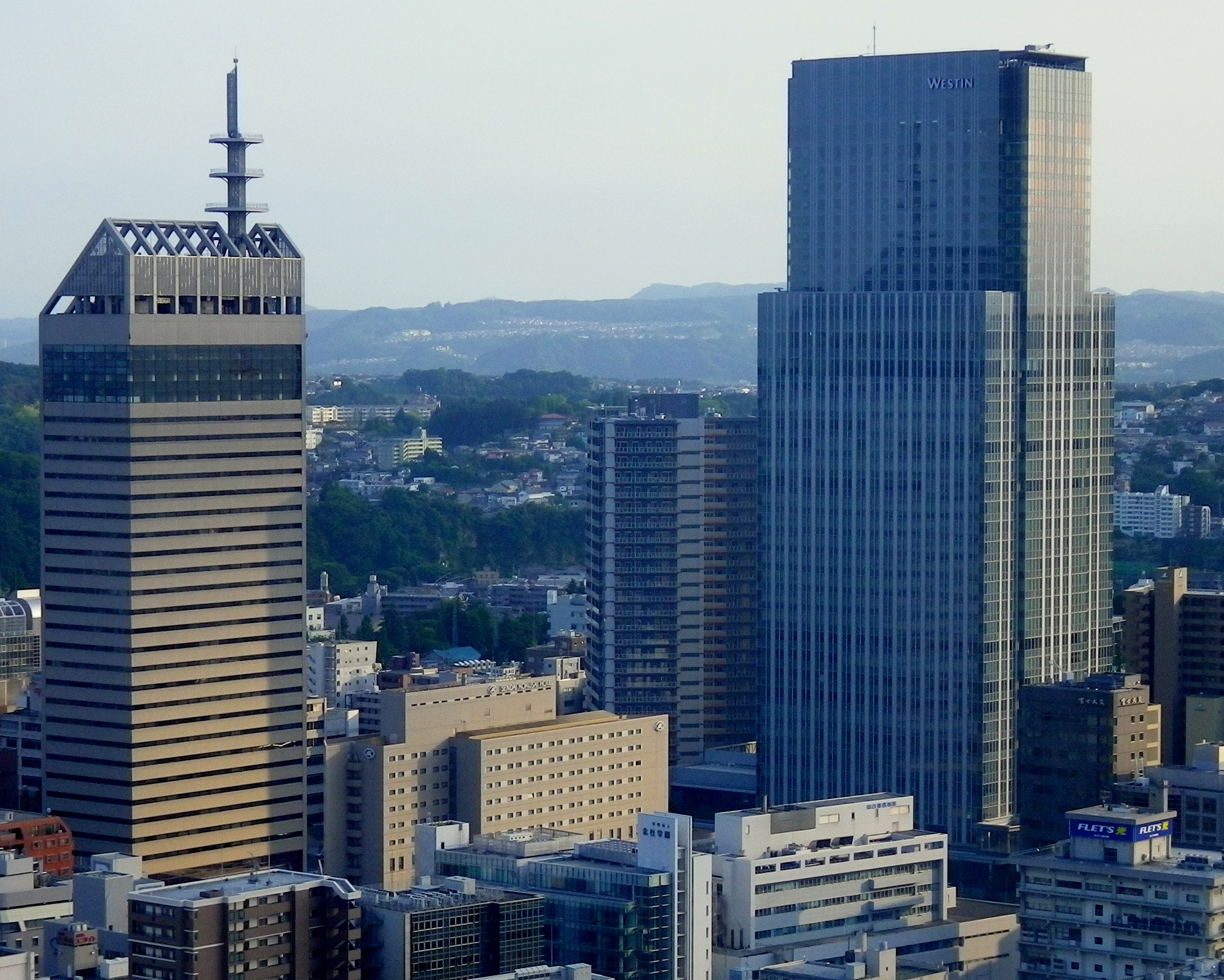
2018年時点で、最高部の高さが市内1位の仙台トラストタワー（180m、写真右）と2位のSS30（172m、写真左）。

仙台市内のほとんどの地域は、仙台空港の制限表面による高さ規制がない。航空法による仙台空港の円錐表面と外側水平表面は、おおよそ空港を中心とする2時から7時の方向だけを中心に設定されているため、仙台市都心部には制限表面が設定されていない。
仮に、航空法による本来の制限表面が適用された場合、仙台空港からJR仙台駅までの距離が約14kmであるため、仙台空港の標高2mと合わせて、仙台駅周辺には標高約250mまでの建築物しか建てられないことになる。すなわち、仙台駅が標高35m程度にあることから、仙台駅周辺の建造物の高さは210m程度が限界ということになる。2010年（平成22年）時点で市内一高いビルは仙台トラストタワーであるが、仮に同地点にも制限表面が適用されれば建造物の高さは約192mが限界となるものの、同ビルの高さは180mなので影響がない。ただし、大年寺山のテレビ塔群は本来の制限表面では規制対象となる。
陸上自衛隊・霞目飛行場の制限表面による高さ規制は、都心部周辺では榴岡公園の南東方の宮城野通や楽天モバイルパーク宮城が対象になっている。

### 容積率
都市再生特別措置法に基づいて容積率が緩和された例は、2009年時点で以下の2軒。
- 仙台ファーストタワー（地上24階、高さ99.9m）：容積率600% → 1,050%
- 東京建物仙台ビル（地上20階、高さ97m）：容積率600% → 1,100%

なお、仙台市内の都市再生緊急整備地域は以下の2地域。
- 「仙台駅西・一番町地域[7]」（都心部）
- 「仙台長町駅東地域[8]」（長町副都心）

## 一覧
- 「高さ」は、アンテナ等を含めた最高部の高さ。
- 建設中のものは背景が灰色。
- AER、SS30、宮城県庁舎の各々の最上階に無料の展望台がある。

| 順 位 | ビル名称                                       | 画像 | 高さ (m) | 軒高 (m) | 階数 （地上） | 所在地                                                                                          | 主な用途             | 竣工            |
| ----- | ---------------------------------------------- | ---- | -------- | -------- | ------------- | ----------------------------------------------------------------------------------------------- | -------------------- | --------------- |
| 1     | 仙台トラストシティ 「仙台トラストタワー」      |      | 180.0    | 180.0    | 37階          | 青葉区 一番町 （北緯38度15分23.5秒 東経140度52分34.2秒 / 北緯38.256528度 東経140.876167度）     | オフィス ホテル 店舗 | 2010年 04月30日 |
| 2     | SS30                                           |      | 172.0    | 143.0    | 31階          | 青葉区 中央 （北緯38度15分22.6秒 東経140度52分41.6秒 / 北緯38.256278度 東経140.878222度）       | オフィス             | 1989年 02月     |
| 3     | ドコモ東北ビル                                 |      | 150.0    | 108.0    | 21階          | 青葉区 上杉 （北緯38度16分11.4秒 東経140度52分26.1秒 / 北緯38.269833度 東経140.873917度）       | オフィス             | 2004年 04月21日 |
| 4     | 東北電力本店ビル （エナジースクエア）          |      | 148.1    | 125.3    | 28階          | 青葉区 本町 （北緯38度15分56.2秒 東経140度52分42秒 / 北緯38.265611度 東経140.87833度）          | オフィス             | 2002年 04月24日 |
| 5     | アエル (AER)                                   |      | 145.5    | 145.5    | 31階          | 青葉区 中央 （北緯38度15分45.8秒 東経140度52分52.9秒 / 北緯38.262722度 東経140.881361度）       | オフィス 店舗        | 1998年 03月19日 |
| 6     | たいはっくる 「ライオンズタワー仙台長町」      |      | 113.8    | 106.0    | 31階          | 太白区 長町 （北緯38度13分42.1秒 東経140度53分3.9秒 / 北緯38.228361度 東経140.884417度）        | 住宅                 | 1999年 03月31日 |
| 7     | パークタワー台原                               |      | 110.3    | 108.8    | 31階          | 青葉区 台原 （北緯38度17分35.8秒 東経140度52分28.1秒 / 北緯38.293278度 東経140.874472度）       | 住宅                 | 1995年 02月     |
| 8     | ライオンズタワー仙台広瀬                       |      | 109.93   | 099.93   | 32階          | 青葉区 広瀬町 （北緯38度16分11.7秒 東経140度51分23.4秒 / 北緯38.269917度 東経140.856500度）     | 住宅                 | 2003年 02月17日 |
| 9     | ダイアシティ2000茂庭 C1リッヂ アトラスタワー33 |      | 108.7    | 108.7    | 33階          | 太白区 茂庭台 （北緯38度14分10.3秒 東経140度46分58.2秒 / 北緯38.236194度 東経140.782833度）     | 住宅                 | 1993年 09月     |
| 10    | アップルタワーズ仙台 「ブローディアタワー」    |      | 106.5    | 098.1    | 30階          | 若林区 五橋 （北緯38度15分15.8秒 東経140度52分55.1秒 / 北緯38.254389度 東経140.881972度）       | 住宅                 | 2008年 10月28日 |
| 11    | 花京院スクエア                                 |      | 106.3    | 095.4    | 23階          | 青葉区 花京院 （北緯38度15分55.8秒 東経140度52分49.3秒 / 北緯38.265500度 東経140.880361度）     | オフィス             | 1999年 10月29日 |
| 12    | ライオンズタワー勾当台通                       |      | 103.6    | 103.6    | 29階          | 青葉区 通町 （北緯38度16分42.2秒 東経140度52分1.2秒 / 北緯38.278389度 東経140.867000度）        | 住宅                 | 2009年 11月25日 |
| 13    | シティタワー 仙台一番町レジデンス              |      | 099.98   | 099.33   | 30階          | 青葉区 一番町 （北緯38度15分27.9秒 東経140度52分26.3秒 / 北緯38.257750度 東経140.873972度）     | 住宅                 | 2015年 04月     |
| 14    | 仙台トラストシティ 「ザ・レジデンス一番町」    |      | 099.9    | 099.9    | 29階          | 青葉区 一番町 （北緯38度15分20.4秒 東経140度52分35.3秒 / 北緯38.255667度 東経140.876472度）     | 住宅                 | 2010年 06月15日 |
| 14    | 仙台ファーストタワー                           |      | 099.9    | 099.9    | 24階          | 青葉区 一番町 （北緯38度15分37.2秒 東経140度52分27.5秒 / 北緯38.260333度 東経140.874306度）     | オフィス             | 2007年 07月03日 |
| 16    | ソララ 「ソララガーデン」                      |      | 099.88   | 099.88   | 29階          | 青葉区 花京院 （北緯38度15分49.5秒 東経140度52分55.6秒 / 北緯38.263750度 東経140.882111度）     | 住宅 オフィス        | 2010年 03月19日 |
| 17    | ミッドプレイス仙台 「ミッドタワー」            |      | 099.3    | 099.3    | 31階          | 若林区 新寺 （北緯38度15分17.7秒 東経140度53分2.7秒 / 北緯38.254917度 東経140.884083度）        | 住宅                 | 2009年 08月     |
| 18    | シティタワー仙台五橋                           |      | 099.0    | 099.0    | 28階          | 青葉区 五橋 （北緯38度15分17.8秒 東経140度52分45.9秒 / 北緯38.254944度 東経140.879417度）       | 住宅                 | 2008年 04月26日 |
| 19    | 仙台マークワン                                 |      | 097.7    | 097.7    | 19階          | 青葉区 中央 （北緯38度15分43.3秒 東経140度52分53.4秒 / 北緯38.262028度 東経140.881500度）       | オフィス 店舗        | 2008年 07月31日 |
| 20    | 東京建物仙台ビル                               |      | 096.95   | 096.95   | 20階          | 青葉区 中央 （北緯38度15分45.9秒 東経140度52分47.3秒 / 北緯38.262750度 東経140.879806度）       | オフィス             | 2009年 11月30日 |
| 21    | ザ・ライオンズ定禅寺タワー                     |      | 094.96   | 094.96   | 29階          | 青葉区 国分町 （北緯38度16分1.9秒 東経140度52分2.8秒 / 北緯38.267194度 東経140.867444度）       | 住宅                 | 2012年 01月12日 |
| 22    | パークタワーあすと長町                         |      | 092.84   | 092.84   | 28階          | 太白区 あすと長町                                                                               | 住宅                 | 2019年 07月     |
| 23    | シティタワー勾当台公園                         |      | 092.3    | 092.3    | 26階          | 青葉区 国分町 （北緯38度16分4.5秒 東経140度52分2.4秒 / 北緯38.267917度 東経140.867333度）       | 住宅                 | 2008年 10月27日 |
| 24    | 仙台第一生命 タワービルディング                |      | 090.3    | 090.3    | 21階          | 青葉区 一番町 （北緯38度15分50.8秒 東経140度52分19.3秒 / 北緯38.264111度 東経140.872028度）     | オフィス             | 1985年 05月     |
| 25    | 宮城県庁舎                                     |      | 089.8    | 089.8    | 18階          | 青葉区 本町 （北緯38度16分7秒 東経140度52分19.1秒 / 北緯38.26861度 東経140.871972度）           | オフィス             | 1989年 05月     |
| 26    | アーバンネット仙台中央ビル                     |      | 088.7    | 088.7    | 18階          | 青葉区 中央                                                                                     | オフィス             | 2023年 11月     |
| 27    | 大樹生命仙台本町ビル （AZUR仙台）              |      | 087.0    | 087.0    | 20階          | 青葉区 本町 （北緯38度15分48.6秒 東経140度52分47.7秒 / 北緯38.263500度 東経140.879917度）       | オフィス             | 1995年 03月     |
| 28    | ツインタワー広瀬川・春圃 NORTH23               |      | 086.9    | 086.9    | 23階          | 若林区 河原町 （北緯38度14分22.8秒 東経140度53分16秒 / 北緯38.239667度 東経140.88778度）        | 住宅                 | 1995年 02月28日 |
| 29    | ホテルメトロポリタン仙台                       |      | 086.0    | 086.0    | 21階          | 青葉区 中央 （北緯38度15分32.1秒 東経140度52分52.8秒 / 北緯38.258917度 東経140.881333度）       | ホテル               | 1988年 06月     |
| 30    | シティタワー長町新都心                         |      | 085.5    | 085.5    | 24階          | 太白区 あすと長町 （北緯38度13分29.6秒 東経140度53分18.9秒 / 北緯38.224889度 東経140.888583度） | 住宅                 | 2017年 01月10日 |
| 31    | 仙台MTビル                                     |      | 084.9    | 084.9    | 18階          | 宮城野区 榴岡 （北緯38度15分32.8秒 東経140度53分17秒 / 北緯38.259111度 東経140.88806度）        | オフィス             | 1999年 03月     |
| 32    | シティタワー仙台                               |      | 084.4    | 079.1    | 24階          | 青葉区 花京院                                                                                   | 住宅                 | 1991年 09月     |
| 33    | ライオンズタワー仙台大手町                     |      | 083.8    | 083.8    | 26階          | 青葉区 大手町 （北緯38度15分28.2秒 東経140度51分49秒 / 北緯38.257833度 東経140.86361度）        | 住宅                 | 2006年 06月05日 |
| 34    | パークハウス仙台五橋タワー                     |      | 082.0    | 082.0    | 23階          | 青葉区 五橋 （北緯38度15分20.5秒 東経140度52分46.8秒 / 北緯38.255694度 東経140.879667度）       | 住宅                 | 2007年 12月03日 |
| 35    | ザ 仙台タワー                                  |      | 081.9    | 076.4    | 22階          | 青葉区 一番町 （北緯38度15分33.7秒 東経140度52分21.5秒 / 北緯38.259361度 東経140.872639度）     | 住宅 店舗            | 2014年 03月31日 |
| 36    | アゼリアヒルズ                                 |      | 081.5    | 081.5    | 19階          | 宮城野区 榴岡 （北緯38度15分41秒 東経140度53分12.4秒 / 北緯38.26139度 東経140.886778度）        | オフィス             | 2009年 06月     |
| 37    | 仙台本町三井ビルディング                       |      | 081.5    | 081.5    | 18階          | 青葉区 本町 （北緯38度15分48.8秒 東経140度52分24.7秒 / 北緯38.263556度 東経140.873528度）       | オフィス ホテル 店舗 | 2009年 06月30日 |
| 38    | シティタワーあすとレジデンシャル               |      | 080.75   | 080.75   | 24階          | 太白区 あすと長町                                                                               | 住宅                 | 2019年 04月     |
| 39    | 東北大学病院 東病棟/西病棟                     |      | 080.3    | 080.3    | 18階          | 青葉区 星陵町 （北緯38度16分22.1秒 東経140度51分37.8秒 / 北緯38.272806度 東経140.860500度）     | 病院                 | 2006年 03月     |